# Amin Zaoui

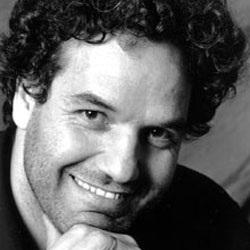
Amin Zaoui.

Amin Zaoui, född 1956 i Msirda i nordvästra Algeriet, är en algerisk författare som skriver på arabiska och franska.
Zaoui skriver ofta om känsliga ämnen som homosexualitet och kvinnans ställning i arabvärlden, och är mycket kontroversiell i hemlandet. Efter att ha överlevt ett attentat 1995 flyttade Zaoui till Caen i Frankrike, där han länge verkade. Sedan dess har han åter flyttat tillbaka till hemlandet, och bor nu i Oran, där han är litteraturprofessor och tv-programledare.
Romanen Kvinnoväktarna kom i svensk översättning 2002 (Panache-serien, Bonniers).